# Balaguier-sur-Rance
 Balaguier-sur-Rance  là một xã ở tỉnh Aveyron, thuộc vùng Occitanie ở miền nam nước Pháp.